# Saldubella tenuicornis
Saldubella tenuicornis är en tvåvingeart som beskrevs av James 1977. Saldubella tenuicornis ingår i släktet Saldubella och familjen vapenflugor. Inga underarter finns listade i Catalogue of Life.